# Институт экологии горных территорий РАН
Институ́т эколо́гии го́рных террито́рий РАН — федеральное государственное бюджетное учреждение науки, структурное подразделение в составе Российской Академии наук. 
Приказом Федерального агентства научных организаций № 96 от 15.03.2016 г. Федеральное государственное бюджетное учреждение науки Институт экологии горных территорий им. А.К. Темботова Кабардино-Балкарского научного центра Российской академии наук (ИЭГТ КБНЦ РАН) переименован в Институт экологии горных территорий им. А.К. Темботова Российской академии наук (ИЭГТ РАН). 

## История
История института началась в 1988 году под руководством профессора научно-исследовательской группы Института эволюционной морфологии и экологии животных АН СССР Темботова Асланби Казиевича на базе КБГУ. 
В 1992 году произошло преобразование этой структуры в Кабардино-Балкарскую экологическую станцию ИЭМЭЖ АН СССР, которая вошла в состав  РАН, образованного в 1993 году. 
Постановлением Президиума РАН № 246 от 27.12.1994 года на базе этой станции и Северо-Кавказской географической станции Института географии РАН был организован Институт экологии горных территорий РАН. 
Первоначально профессор Темботов А. К. был директором-организатором института, а в 1996 году избран руководителем института. С 2004 года институт возглавляет член-корреспондент РАН — Темботова Фатимат Асланбиевна. 
В 2012 году в целях увековечивания памяти видного ученого в области эволюционной экологии и биогеографии горных территорий, организатора и первого директора Института экологии горных территорий РАН, члена-корреспондента РАН Темботова Асланби Казиевича, Президиум Российской академии наук постановил присвоить имя члена-корреспондента РАН А.К. Темботова — Федеральному государственному бюджетному учреждению науки Институту экологии горных территорий. 
Ныне научное и научно-методическое руководство Институтом осуществляет Отделение биологических наук РАН.

## Научные подразделения
В институте имеется 6 основных научных подразделений:
- Лаборатория горного природопользования — 10 научных сотрудников.
- Лаборатория по мониторингу лесных экосистем — 8 научных сотрудников.
- Лаборатория почвенно-экологических исследований — 7 научных сотрудников.
- Лаборатория экологии видов и сообществ беспозвоночных животных — 8 научных сотрудников.
- Лаборатория экологии и эволюции позвоночных животных — 11 научных сотрудников.
- Отдел по эколого-биологическому образованию — 3 научных сотрудника.

## Коллекционный фонд
Коллекционный материал происходит из большого разнообразия ландшафтов Кавказа и позволяет изучать проявления разных таксономических единиц в условиях ландшафтной мозаичности горной страны Кавказ.
Коллекционный фонд Института экологии горных территорий РАН располагает научной коллекцией в более чем 17 тысяч экземпляров, в том числе около 2 тысяч экземпляров полных скелетов по млекопитающим и птицам Кавказской горной страны. 